# Mary Fanton Roberts
Ne doit pas être confondu avec Mary Fenton.
Mary Fanton Roberts (1864-1956) est une journaliste et écrivaine américaine. Au cours de sa longue carrière, elle est rédactrice en chef du mensuel illustré Demorest's, rédactrice en chef du New Idea Woman's Magazine, directrice de la rédaction de The Craftsman (en), et créatrice et rédactrice en chef de The Touchstone et du magazine Decorative Arts. Elle a souvent écrit des articles sur les arts décoratifs et la décoration intérieure et a publié deux livres, Inside 100 Homes et 101 Ideas for Successful Interiors. Elle est également une jardinière passionnée. Elle a parfois écrit des critiques sous le nom de plume de Giles Edgerton.